# Асотин (округ, Вашингтон)
46°11′ пн. ш. 117°11′ зх. д. / 46.18° пн. ш. 117.19° зх. д.
Округ  Асотин (англ. Asotin County) — округ (графство) у штаті Вашингтон, США. Ідентифікатор округу 53003.

## Історія
Округ утворений 1883 року.

## Демографія
За даними перепису 2000 року загальне населення округу становило 20551 осіб, зокрема міського населення було 19371, а сільського — 1180. Серед мешканців округу чоловіків було 9798, а жінок — 10753. В окрузі було 8364 домогосподарства, 5650 родин, які мешкали в 9111 будинках. Середній розмір родини становив 2,91.
Віковий розподіл населення поданий у таблиці:
| Стать    | До 15 років | 15-21 | 22-29 | 30-39 | 40-49 | 50-65 | 65-85 | Понад 85 |
| -------- | ----------- | ----- | ----- | ----- | ----- | ----- | ----- | -------- |
| Чоловіки | 2247        | 974   | 841   | 1256  | 1491  | 1646  | 1214  | 129      |
| Жінки    | 2031        | 1003  | 937   | 1406  | 1580  | 1784  | 1632  | 380      |

## Суміжні округи
- Вітмен — північ
- Нез-Перс, Айдахо — схід
- Валлова, Орегон — південь
- Гарфілд — захід

## Виноски
1. ↑  U.S. Decennial Census. United States Census Bureau. Архів оригіналу за 26 квітня 2015. Процитовано 7 січня 2014.
2. ↑  Historical Census Browser. University of Virginia Library. Архів оригіналу за 11 серпня 2012. Процитовано 7 січня 2014.
3. ↑  Population of Counties by Decennial Census: 1900 to 1990. United States Census Bureau. Архів оригіналу за 2 лютого 2019. Процитовано 7 січня 2014.
4. ↑  Census 2000 PHC-T-4. Ranking Tables for Counties: 1990 and 2000 (PDF). United States Census Bureau. Архів оригіналу (PDF) за 18 грудня 2014. Процитовано 7 січня 2014.
5. ↑  State & County QuickFacts. United States Census Bureau. Архів оригіналу за 6 липня 2011. Процитовано 7 січня 2014. [Архівовано 2011-07-28 у Wayback Machine.](англ.) Наведено за англійською вікіпедією.
6. ↑  American FactFinder. Бюро перепису населення США. Архів оригіналу за 26 лютого 2012. Процитовано 31 січня 2008. [Архівовано 2008-05-21 у Wayback Machine.]

| США | Це незавершена стаття з географії США. Ви можете допомогти проєкту, виправивши або дописавши її. |